# 耶爾德澤利
耶爾德澤利是土耳其的城鎮，由錫瓦斯省負責管轄，位於該國北部，距離首府錫瓦斯46公里，面積2,856平方公里，海拔1,401米，受大陸性氣候影響，2009年人口8,905。
39°52′N 36°36′E / 39.867°N 36.600°E